# Formicococcus mangiferae
Formicococcus mangiferae är en insektsart som beskrevs av Johan George Betrem 1937. Formicococcus mangiferae ingår i släktet Formicococcus och familjen ullsköldlöss. Inga underarter finns listade i Catalogue of Life.